# Чирикауа (племя)

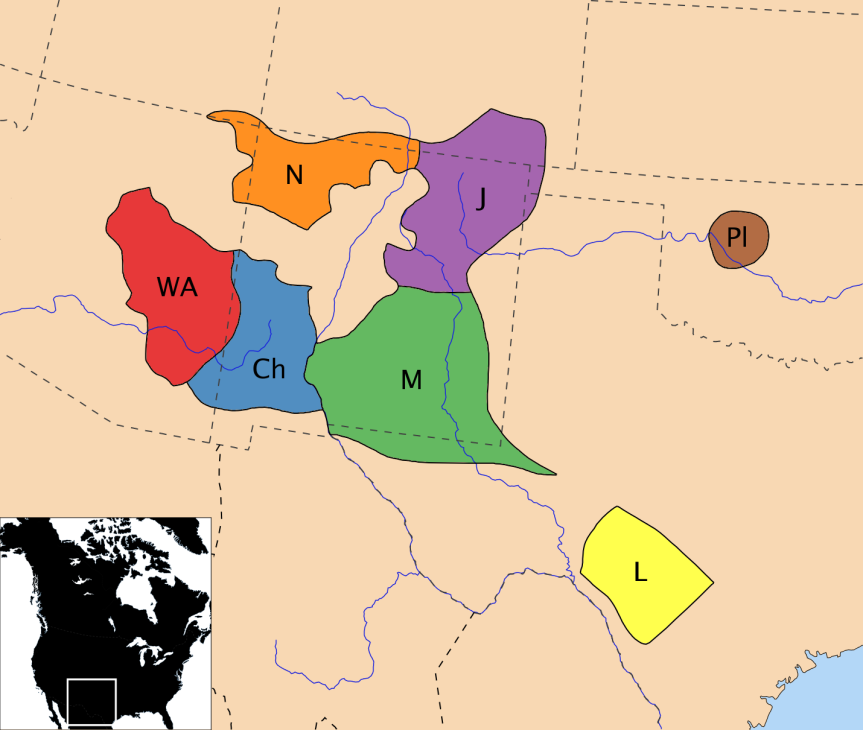
Историческая область расселения апачей в XVIII веке: западные апачи (WA), чирикауа (Ch), мескалеро (M), хикарийя (J), липаны (L), кайова-апачи (PI)

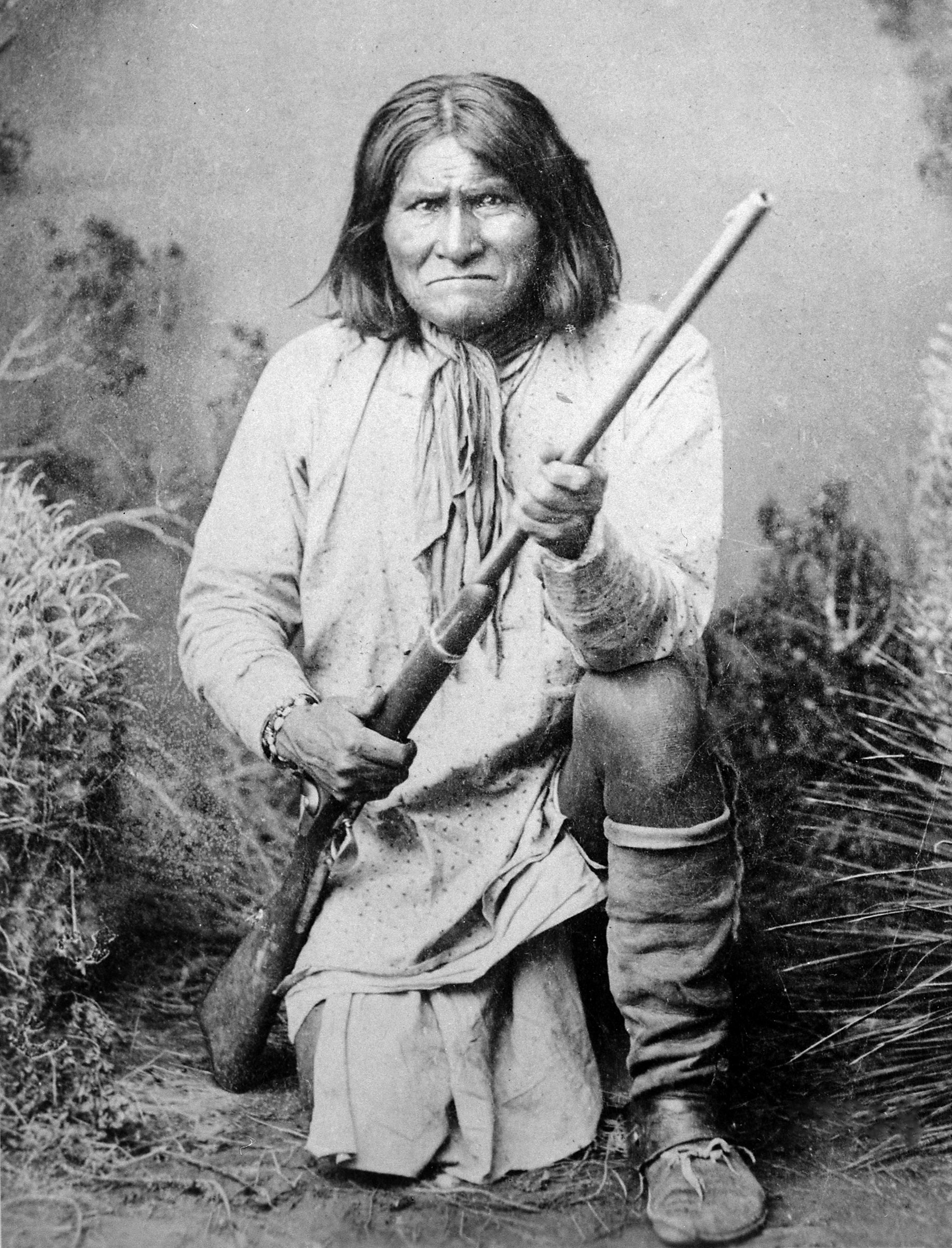
Джеронимо, 1887 г.

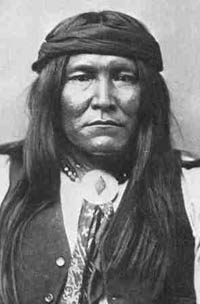
Чатто, воин чирикауа

Чирика́уа, чирика́уа-апа́чи, чирика́ва (англ. Chiricahua) — индейское атабаскоязычное племя в США. Входит в состав народа апачи.

## История
Существуют различные точки зрения относительно времени появления Южных атабасков на территории современного Юго-Запада США. Наиболее достоверной выглядит версия, указывающая на относительно поздний их приход - вторую половину XVII века, которая основывается на ряде упоминаний о присутствии апачей на Великих равнинах еще в первой половине XVII века. Хотя прародиной апачей предполагается зона субарктических лесов на северо-западе Канады, чирикауа, как и другие племенные группы апачей, быстро приспособились к новому месту обитания. Приблизительно к 1800 году они разделились окончательно на шесть ветвей. Чирикауа заняли территории на юге мест обитания апачей. Они вели кочевой образ жизни. В зависимости от количества дичи и времени года в одном и том же районе  могли проживать несколько разных групп.
Чирикауа вели непрекращающуюся войну против мексиканцев, а когда в 1848 году американцы утвердились на территории современных Аризоны и Нью-Мексико, то им понадобилось почти 50 лет, чтобы вынудить чирикауа окончательно капитулировать. 4 сентября 1886 года сдалась группа Джеронимо, последние свободные чирикауа, примерно 32 человека, из которых 14 были женщины и дети. Вскоре после этого, почти 500 чирикауа, среди которых были и апачи из других племён, были отправлены во Флориду, в военную тюрьму в Форт-Пикенс. В мае 1887 года военнопленные были переведены в Алабаму, в казармы Маунт-Вернон. К концу 1889 года более 120 человек, в основном женщины и дети, умерло от разных заболеваний и нездорового климата. Через пять лет им позволили переселиться в Оклахому.
Лишь в 1913 году чирикауа получили свободу. Правительство США предложило им переселиться в резервацию мескалеро в Нью-Мексико или оставаться в Оклахоме, возвращаться на родные земли чирикауа не разрешили. Большая их часть предпочла переехать к родственным мескалеро, остальные остались в резервации Форт-Силла.

## Группы чирикауа
Чирикауа состояли, главным образом, из четырёх основных групп, имевших незначительные культурные различия.
Чихенне (восточные чирикауа) — занимали территорию на юго-западе Нью-Мексико. Были также известны как апачи Уорм-Спрингс, апачи Охо-Кальенте, мимбре, могольоны. Подразделялись на несколько подгрупп:
- Уорм-Спрингс (Охо-Кальенте) 
  - Северные Уорм-Спрингс — проживали в горах Магдалена и на равнинах Сан-Августина.
  - Южные Уорм-Спрингс — жили к западу от Рио-Гранде до реки Хила.
- Хиленьо
  - Мимбреньо (мимбре) — обитали в горах Мимбре.
  - Могольоны — проживали к юго-востоку от реки Хила.

Бедонкое — жили у истоков реки Хила.
Чоконены (центральные чирикауа) — обитали на юго-востоке Аризоны и далее, до центральной Соноры.
Недни (южные чирикауа) — проживали к югу от чоконенов в горах Западная Сьерра-Мадре. Делились на:
- Ханеро — располагались на севере территории, занимаемой недни.
- Карризаленьо — проживали на юго-востоке территории, занимаемой недни.
- Пиналеньо — жили на юго-западе  территории, занимаемой недни.

## Известные представители
- Джеронимо — военный предводитель чирикауа, принадлежал к группе бедонкое, один из самых известных индейцев Северной Америки.
- Викторио — военный вождь чихенне.
- Кочис — вождь чоконенов.
- Мангас Колорадас — вождь чихенне.
- Нана — воин и вождь группы Уорм-Спрингс.